# 柳川陽香
柳川 陽香（やながわ はるか、3月23日 - ）は、日本の音楽プロデューサー、ソングライター、編曲家、キーボーディスト。血液型はO型。埼玉県熊谷市出身。スリーピースポップスバンドIneedSのキーボード担当。

## 経歴
フェリス女学院大学音楽学部音楽芸術学科中退。
10代の頃から渋谷のライブハウスを中心に鍵盤楽器サポートの活動をしており、2015年テレビ朝日系列｢musicるTV｣｢ミリオン連発音楽作家塾第5弾AAA編｣で最終選考まで残り、本格的に作家デビュー。J-POP、K-POPだけに留まらず、ゲームのサントラまで幅広いジャンルを手がける。夫はHOWL BE QUIETのBa.松本拓郎。
2024年12月2日、スリーピースポップスバンドIneedSを結成。全曲の作詞作曲を手掛けながら自身もメンバーとして活動を始める。

## 作品

### STARTO ENTERTAINMENT関連
- King & Prince
  - 「Lovin' you」 - 共作詞・共作曲
- なにわ男子
  - 「Because I just love you」 - 共作詞・共作曲
- Hey! Say! JUMP
  - 「恋をするんだ」 - 共作曲・共編曲
  - 「Evans Knot」 - 共作詞・共作曲
  - 「ハイライト」 - 共作曲

- SixTONES
  - 「ふたり」 - 共作詞・共作曲

- 関西ジュニア
  - 「君のとなりで」 - 作詞・共作曲

### ハロー!プロジェクト関連
- BEYOOOOONDS
  - 「Never Never Know～コメ派とパン派のラブウォーズ～」- 鍵盤

### J-POP
- 渡辺美優紀
  - 「Milky Land」- 作詞
  - 「乙女心キャンディ」- 作詞
  - 「Myself」- 作詞
  - 「アシンメトリー」- 作詞
  - 「あの日の空と、私の未来」- 作詞
  - 「White snowdome」- 作詞

- Juliet (音楽ユニット)
  - 「天の川」- 鍵盤
  - 「Shalala」- 編曲

- 8utterfly
  - 「友達以上恋人未満」- 鍵盤

- 工藤大輝
  - 「極光」- 鍵盤

- claquepot
  - 「バイバイ」- 鍵盤

- 天才凡人
  - 「アラーム」- 共作曲
  - 「人生交差点」- 共作曲
  - 「雪ひらら」- 共作曲
  - 「すき」- 共作曲
  - 「笑顔師」- 共作曲・共編曲
  - 「ハート型の花びら」- 共作曲・共編曲

- ONE HUNDRED LIMINAL
  - 「Starry Night」- 作詞・作曲・編曲
  - 「キミトアイ」- 作詞・作曲・編曲

- BANQUET
  - 「手紙」- 作曲・編曲
  - 「誓いのキス」- 作曲・編曲
  - 「Love is」- 作曲・編曲

- わーすた
  - 「夏恋ジレンマ」- 作詞
  - 「悪戯ロマンス」- 作詞

- 愛美
  - 「CROWNED」- 共作曲

### K-POP
- HISTORY（英語版）
  - 「Wake Up!」 - 共作詞・共作曲・編曲

- 100%
  - 「Stay with me」 - 共作曲・編曲
  - 「たったひとりの運命の人」 - 作詞・共作曲・編曲

- SNUPER
  - 「桜咲くこの季節」 - 作詞・作曲・編曲・コーラス
  - 「Smile again」 - 作詞・作曲・編曲
  - 「いつでも」 - 共作詞
  - 「OXYGEN」 - 作詞

- ONEUS
  - 「Valkyrie -Japanese ver.-」 - 作詞
  - 「キセキ 」 - 作詞・共作曲・編曲
  - 「LOST」 - 作詞
  - 「No diggity -Japanese ver.-」 - 作詞
  - 「BLACK MIRROR -Japanese ver.-」 - 作詞
  - 「過渡期」 - 作詞
  - 「Don't Know Why」 - 作詞

- FAVE1
  - 「Teenage love」 - 共作詞・共作曲・共編曲
  - 「Sirius」 - 作詞・作曲・編曲

- ロクヒョン
  - 「Over」 - 作詞

- XEED
  - 「BLUE -Japanese ver.-」- 作詞
  - 「With U -Japanese ver.-」- 作詞
  - 「You&I -Japanese ver.-」- 作詞
  - 「手を繋ごう」- 作詞

### ゲーム関連
- ファンタシースターオンライン2 エピソード・オラクル（2020年4月28日）
  - 「もう一度、会えたなら」歌：メルフォンシーナ(CV：花澤香菜)- 作詞・作曲・編曲
- 「PHANTASY STAR ONLINE 2」キャラクターソング
  - 「Prologue to the future」歌：ハリエット(CV：潘めぐみ)- 作詞・作曲・編曲・コーラス
  - 「Epilogue of Darkness」歌：シバ(CV：潘めぐみ)- 作詞・作曲・編曲・コーラス
  - 「私が私である理由」歌：マノン(CV：宮本侑芽)- 作詞・作曲・共編曲・コーラス
  - 「旋律にのせた希望」歌：ナーデレフ(CV：田所あずさ)- 作詞・作曲・共編曲・コーラス

- ユージェネ
  - 「モラトリアム」- 共作曲・共編曲・コーラス

## 出演

### ゲーム関連
- EDWIN Presents『PSO』20周年記念 20時間ぶっ続け生放送